# Ванг Јиџе
Ванг Јиџе (кин: 王义哲, пинјин: Wang Yizhe; 12. јануар 1998) кинески је пливач чија специјалност су трке мешовитим стилом на 400 метара.
На међународној сцени појавио се током 2012. на такмичењу за светски куп у малим базенима где је наступио у трци на 400 мешовито и заузео десето место. Највећи успех у каријери, 4. место на 400 мешовито, остварио је на Азијским играма 2018. у Џакарти.
Ванг је био део кинеске репрезентације на светском првенству у пливању у корејском Квангџуу 2019. године. Такмичио се у својој примарној дисциплини 400 мешовито и заузео 34. место са временом 4:31,14 минута. 